# (15845) Bambi
(15845) Bambi (1995 UC17) – planetoida z grupy pasa głównego asteroid okrążająca Słońce w ciągu 3,59 lat w średniej odległości 2,34 j.a. Odkryta 17 października 1995 roku.